# Armin Zöggeler
Armin Zöggeler (n. 4 ianuarie 1974, Merano, Trentino-Tirolul de Sud, Italia) este un sănier ce a reprezentat Italia, medaliat olimpic. A participat la 6 ediții ale Jocurilor Olimpice (1994, 1998, 2002, 2006, 2010, 2014) în care a câștigat două medalii de aur, o medalie de argint și 3 medalii de bronz.